# Каххаров, Абдурахим Абдулахадович
Абдурахим Абдулахадович Каххаров (тадж. Абдураҳим Абдуаҳадович Қаҳҳоров; род. 10 ноября 1951, Ленинабад Таджикская ССР) — таджикский государственный деятель, секретарь Совета безопасности Таджикистана (с 5 января 2012), министр внутренних дел Республики Таджикистан (2009—2012), генерал-полковник милиции (2010). Кандидат юридических наук.

## Биография
Выпускник юридического факультета Таджикского государственного университета им. В. И. Ленина (1974).
После окончания университета до 1979 года — оперуполномоченный, старший оперуполномоченный, начальник отдела уголовного розыска МВД Таджикской ССР.
В 1979—1981 годах обучался в Академии МВД СССР, по завершении был назначен на должность начальника ОВД Октябрьского района (ныне Сомониён). Затем, с 1985 по 1987 гг. работал заместителем начальника УВД города Душанбе.
В 1987—1992 — заместитель, а в 1992—1993 годах — первый заместитель министра внутренних дел Таджикской ССР. С 1991 года — генерал-майор милиции.
В 1993—2000 годах — начальник Академии МВД Таджикистана.
С 2000 по 2006 год — первый заместитель министра внутренних дел Таджикистана.
С 2006 года — начальник управления внутренних дел Согдийской области.
С января 2009 года по январь 2012 года работал в должности министра внутренних дел Республики Таджикистан.
5 января 2012 года был уволен с должности в МВД и назначен секретарём Совета безопасности Республики Таджикистан.
В 2013 году награждён орденом «Спитамен» I степени.